# DXC 테크놀로지
DXC 테크놀로지 컴퍼니(DXC Technology Company)는 미국 기반 다국적 정보기술 (IT) 서비스 및 컨설팅 회사로, 애슈번 (버지니아주)에 본사를 두고 있다.

## 역사

이전 DXC 테크놀로지 로고

DXC 테크놀로지는 휴렛 팩커드 엔터프라이즈의 엔터프라이즈 서비스 사업부와 컴퓨터 사이언시스 코퍼레이션의 합병을 통해 2017년 4월 3일에 설립되었다. 이 회사는 기업 간 IT 서비스를 제공했다. 뉴욕 증권거래소에서 티커 DXC로 거래를 시작했다. 설립 당시 DXC 테크놀로지는 250억 달러의 매출을 기록했으며, 70개국에서 6,000개의 기업 및 공공 부문 고객을 보유하고 약 170,000명의 직원이 관리했다.
2017년 7월, 이 회사는 인도 내 사무실 수를 50개에서 26개로 줄이고 직원 수를 5.9% (약 10,000명) 감축하는 3개년 계획을 시작했다.
2018년, DXC는 미국 공공 부문 사업부를 분사하여 퍼스펙타라는 새 회사를 설립했다.
2019년 6월, 인도에 약 43,000명의 직원을 두고 애플리케이션 아웃소싱 및 소프트웨어 개발의 가장 큰 공급 엔진 중 하나인 이 회사는 새로운 수익 프로필에 맞춰 인력을 재조정했다.
전 액센츄어 최고 그룹 임원이었던 마이크 살비노는 2019년 9월 DXC 테크놀로지의 사장 겸 CEO로 임명되었다.
2021년 2월, 프랑스의 기술 서비스 및 컨설팅 회사인 아토스는 DXC 인수에 대한 협상을 종료했다. 아토스는 부채를 포함하여 100억 미국 달러에 인수를 제안했다.
2021년 11월 기준으로, DXC는 70개국 이상에 걸쳐 글로벌 혁신 및 배송 센터에 약 130,000명의 직원을 고용하고 있었으며, 이 중 가장 큰 규모는 인도이고, 다음으로 필리핀, 중앙 유럽, 베트남이 뒤를 이었다.
2022년 5월, 살비노는 2022년 7월 이안 리드의 은퇴 후 DXC 이사회 의장으로 임명되었다.
2023년 10월, DXC는 S&P 500에서 상장 폐지되고 S&P 600으로 이동했다.
2023년 12월, 살비노가 더 이상 DXC 테크놀로지의 CEO가 아니라는 발표가 있었다.
라울 페르난데스는 2024년 2월 1일 DXC 테크놀로지의 사장 겸 최고경영자로 임명되었다.
2024년 11월 기준으로, DXC는 70개국 이상에서 125,000명 이상의 직원을 고용하고 있으며, 이 중 43,000명 이상이 인도 7개 주요 도시의 12개 사업장에서 근무한다.

### 인수 합병
2017년 7월, DXC는 기업 소프트웨어 회사인 트라이브리지와 계열사인 콘체르토 클라우드 서비스를 1억 5,200만 달러에 인수했다.
2018년에는 몰리나 메디케이드 솔루션스 (이전 몰리나 헬스케어의 일부), 아르고디자인 및 두 개의 서비스나우 파트너인 비즈니스나우와 TESM을 포함한 추가 인수를 발표했다.
2019년 1월, DXC 테크놀로지는 룩소프트를 인수했다. 이 거래는 2019년 6월에 완료되었다.

## 프로그램 및 후원

### 댄덜라이언 프로그램
2014년 애들레이드에서 시범 운영된 DXC 댄덜라이언 프로그램은 오스트레일리아에서 100명 이상의 직원으로 성장했으며, 71개국 240개 이상의 기관과 협력하여 자폐증을 가진 개인들을 위한 지속 가능한 고용을 확보하고 있다. 2021년 6월, DXC는 영국에서 댄덜라이언 프로그램을 시범 운영했다.

### 스포츠
이 회사는 2016 시리즈 챔피언이자 2019 인디애나폴리스 500 우승자인 시몬 파게노와 함께 팀 펜스키를 후원했으며, 2018년에는 인디카 시리즈 경주인 DXC 테크놀로지 600의 타이틀 스폰서가 되었다. DXC는 또한 오스트레일리아 럭비 유니언 팀인 브럼비즈의 파트너이다. 2022년, 이 회사는 잉글랜드 축구 클럽 맨체스터 유나이티드의 새로운 소매 스폰서가 되었다. 2023년 5월, 이 회사는 2023년 마이애미 그랑프리부터 스쿠데리아 페라리와 다년간의 파트너십을 체결했다.

## 같이 보기
- IT 컨설팅 회사 목록